# Universidad de Arte y Diseño de Santa Fe
La Universidad de Arte y Diseño de Santa Fe (en inglés: Santa Fe University of Art and Design)  es una institución de educación superior con fines de lucro con un sistema de cuatro años que se encuentra en Santa Fe, Nuevo México, al sur de los Estados Unidos. El campus fue fundado originalmente en 1859 como una instalación Católica bajo el nombre de la universidad de San Miguel (St Michael), y pasó a llamarse El Colegio de Santa Fe en 1966. Después de las dificultades financieras en 2009, el campus fue comprado por Laureate Education y reabierto con un enfoque reducido en el cine, el teatro y otras artes. La escuela es actualmente secular, y a partir de 2014, en sus registros aparece que tiene 826 estudiantes.